# Ein Lied für Jerusalem
Die deutsche Vorentscheidung zum Eurovision Song Contest 1979 fand unter dem Titel Ein Lied für Jerusalem statt.
Durch die Sendung führten die Moderatoren Carolin Reiber, die für ihre Co-Moderation mit Maxl Graf bei der Fernsehsendung Lustige Musikanten bekannt war, und Radiomoderator Thomas Gottschalk, der seit 1971 bei Bayern 3 moderierte (Pop nach acht). Regie führte Rainer Bertram.

## System
Der Bayerische Rundfunk führte in diesem Jahr einen neuen Modus ein.
Eine dreizehnköpfige Jury aus Fachleuten der Unterhaltungsbranche wählte aus 443 Einsendungen die zwölf Finalteilnehmer aus.
Nach Abschluss des Vorentscheids, der in diesem Jahr 2 Wochen vor dem Eurovision Song Contest in Jerusalem stattfand, wurden nach dem Durchlauf der 12 Titel durch das Meinungsforschungsinstitut Infratest 500 repräsentativ ermittelte Radiohörer und Fernsehzuschauer telefonisch befragt. Diese hatten während der Sendung die zwölf Titel anhand einer vorgegebenen Punkteskala zu bewerten. Dieses System wurde zuvor in einer Generalprobe zwei Wochen vor dem Entscheid problemlos getestet.
Um die Umsätze der Plattenfirmen nicht zu gefährden, wurden beim Endergebnis die Plätze 4 bis 12 nicht bekannt gegeben. Symbolisch bekamen diese Interpreten alle den vierten Platz.

In der am Sonntag, dem 17. März 1999 von Moderator Thomas Brennicke präsentierten und im Hörfunk des Bayerischen Rundfunks ausgestrahlten Sendung Ein Lied für Jerusalem: 20 Jahre danach wurde jedoch, exakt zwei Jahrzehnte nach dem Ende der Veranstaltung, erstmals auch das im Archiv des BR überlieferte komplette Endergebnis bekannt gegeben.

## Teilnehmer
Tony Holiday hatte seinen Durchbruch 1977 mit dem Titel Tanze Samba mit mir, der Coverversion von Raffaella Carràs Titel A far l’amore comincia tu war.
Hanne Haller war ausgebildete Tonmeisterin und hatte als Komponistin 1978 unter dem Pseudonym Hansi Echer Erfolg mit dem Titel Wohin der Wind die Blätter weht, der von Karel Gott gesungen wurde.
Die Gebrüder Blattschuss waren eine populäre Blödelgruppe, die bekannt dafür war, bekannte Melodien mit neuen Texten zu kombinieren. 1978 hatten sie einen Nr-2-Hit Kreuzberger Nächte, mit dem sie mehrere Wochen in den Charts waren. Mitglieder der Gruppe waren 1979 Beppo Pohlmann, Harald Wolff und Hans Marquardt.
Ingrid Peters hatte 1976 ihren Durchbruch mit Komm doch mal rüber und erhielt für die gleichnamige LP die Goldene Europa.
Linda G. Thompson war Sängerin bei den Les Humphries Singers und war Gründungsmitglied von Silver Convention, die sie bereits 1976 verließ. Silver Convention vertrat Deutschland beim ESC 1977.
Truck Stop ist eine 1973 gegründete Country- und Schlagerband aus Seevetal-Maschen. 1976 hatte sie ihren Durchbruch mit Ich möcht’ so gern Dave Dudley hör’n.
Bernhard Brink war bekannt als Interpret von deutschsprachigen Produktionen bekannter und erfolgreicher englischsprachiger Popsongs.
Dschinghis Khan war eine von Ralph Siegel für diesen Wettbewerb zusammengestellte Castingband, die aus den Mitgliedern Steve Bender, Wolfgang Heichel, Leslie Mandoki, Edina Pop, Louis Hendrik Potgieter und Henriette Heichel bestand.
Edina Pop trat bereits beim Deutschen Vorentscheid 1972 an.
Paola ist gebürtige Schweizerin, trat für ihr Heimatland beim Eurovision Song Contest 1969 in Madrid an und belegte hinter den vier Siegerinnen Platz 5. 1977 versuchte sie es in der Schweiz ein weiteres Mal, belegte aber bei der Schweizer Vorentscheidung zum Eurovision Song Contest 1977 mit dem Titel Le livre blanc nur Platz 2.
Roberto Blanco, Schlagerurgestein mit vielen Hits, trat bereits bei den Vorentscheidungen 1970 und 1973 an.
Orlando Riva Sound war ein deutsches Disco-Projekt von Anthony Monn und Rainer Pietsch.

## Punktetafel des Vorentscheids
In folgender Tabelle sind die Punktzahlen der Zwischenstände bei folgenden Prozentsätzen angegeben:
Runde 1: 47 Prozent der abgegebenen Stimmen, Runde 2 bei 81 Prozent, Runde 3: 90 Prozent.
Die Platzierung des Endergebnisses ergibt sich aus der exakt zwei Jahrzehnte nach dem Ende der Veranstaltung im Hörfunk erstmals veröffentlichten Wertung bei 100 Prozent.
| Nr. | Interpret                     | Titel (Musik/Text)                                                            | Runde 1 Platz | Runde 2 Platz | Runde 3 Platz | Endpunktzahl | Platz |
| --- | ----------------------------- | ----------------------------------------------------------------------------- | ------------- | ------------- | ------------- | ------------ | ----- |
| 01  | Tony Holiday                  | Zuviel Tequila, zuviel schöne Mädchen (Wolff-Ekkehardt Stein / Wolfgang Jass) | 01434, 09.    | 02488, 09.    | 02807, 09.    | 03126        | 09.   |
| 02  | Hanne Haller                  | Goodbye, chérie (Harold Faltermeyer / Stefan Waggershausen)                   | 01557, 07.    | 02697, 07.    | 03009, 07.    | 03321        | 07.   |
| 03  | Gebrüder Blattschuss          | Ein Blick sagt mehr als jedes Wort (Ralph Siegel / Hans Greiner)              | 0884, 12.     | 01492, 12.    | 01673, 12.    | 01854        | 12.   |
| 04  | Ingrid Peters                 | Du bist nicht frei (Jean Frankfurter / John Möring)                           | 01514, 08.    | 02576, 08.    | 02894, 08.    | 03212        | 08.   |
| 05  | Jerry Rix & Linda G. Thompson | Wochenende (Günther-Eric Thöner / Erich Offierowski)                          | 01035, 11.    | 01732, 11.    | 01920, 11.    | 02108        | 11.   |
| 06  | Truck Stop                    | Take It Easy, altes Haus (Burkhard Reichling / Claus-Dieter Eckardt)          | 02024, 02.    | 03542, 02.    | 03953, 02.    | 04394        | 02.   |
| 07  | Jeanne de Roy                 | Was wir aus Liebe tun (Hans Blum)                                             | 01168, 10.    | 01927, 10.    | 02117, 10.    | 02307        | 10.   |
| 08  | Bernhard Brink                | Madeleine (Alexander Gordan / Gerhard P. Kämpfe)                              | 01687, 06.    | 02956, 05.    | 03326, 06.    | 03696        | 06.   |
| 09  | Dschinghis Khan               | Dschinghis Khan (Ralph Siegel / Bernd Meinunger)                              | 02246, 01.    | 03860, 01.    | 04339, 01.    | 04807        | 01.   |
| 10  | Paola                         | Vogel der Nacht (Jean Frankfurter & Robert Puschmann)                         | 01992, 03.    | 03389, 03.    | 03747, 03.    | 04127        | 03.   |
| 11  | Roberto Blanco                | Samba si! Arbeit no! (Horst Hornung / Bernd Meinunger)                        | 01738, 05.    | 03070, 04.    | 03461, 04.    | 03852        | 04.   |
| 12  | Orlando Riva Sound            | Lady Lady Lady (Rainer Pietsch / Anthony Monn)                                | 01750, 04.    | 02952, 06.    | 03336, 05.    | 03720        | 05.   |

## Trivia
Der Sieg von Dschinghis Khan überraschte alle Fachleute. Truck Stop schafft es mit Take It Easy, altes Haus in die Charts.
Sowohl für Ingrid Peters als auch für Bernhard Brink und Hanne Haller bedeutete dieser Vorentscheid den endgültigen Durchbruch.
In Israel platzierte sich Dschinghis Khan mit dem gleichnamigen Titel 4 Wochen auf Platz 1 der Charts und schaffte es, sich 29 Wochen in den israelischen Charts zu halten.
Dschinghis Khan belegte beim  Eurovision Song Contest in Jerusalem mit 85 Punkten den 4. Platz.